# Сюзюм (Кировская область)
Сюзюм — посёлок в Котельничском районе Кировской области России. Входит в состав Ежихинского сельского поселения.

## География
Находится в западной части региона, в подзоне южной тайги, на левом берегу реки Елховки, при железнодорожной линии Свеча — Котельнич, на берегах реки Сюзюм.

### Климат
Климат характеризуется как континентальный, с продолжительной холодной многоснежной зимой и умеренно тёплым летом. Среднегодовая температура — 1,8 °C. Средняя температура воздуха самого холодного месяца (января) составляет −13,9 °C (абсолютный минимум — −46 °С); самого тёплого месяца (июля) — 17,9 °C (абсолютный максимум — 35 °С). Безморозный период длится в течение 114—122 дней. Годовое количество атмосферных осадков — 515 мм, из которых 365 мм выпадает в тёплый период года. Устойчивый снежный покров образуется в середине ноября и держится 160—170 дней.

## История
Основан в 1929 году.

## Население
| 2010 |
| ---- |
| 93   |

## Инфраструктура
Основа экономики — обслуживание путевого хозяйства Горьковской железной дороги. Действует платформа 747 км .

## Транспорт
Электрички Киров — Шахунья, до 2015 года, с 2015 года Киров — Пижма, Киров — Ежика с пересадкой на Ежиха — Шахунья).